# اتفاقية كاناغاوا
اتفاقية كاناغاوا أو معاهدة الصداقة والوئام بين اليابان والولايات المتحدة هي اتفاقية تم التوقيع عليها في 31 مارس 1854 بين قائد البحرية الأمريكي ماثيو كالبرايث بيري وشوغونية توكوغاوا، والتي تم السماح بموجبها بفتح مينائي شيمودا وهاكوداته لسفن الولايات المتحدة التجارية والمحافظة على سلامة البحارة الأمريكيين. كما أن الاتفاقية وضعت أسس لإقامة بعثة دبلوماسية دائمة للولايات المتحدة في شيمودا.

## وصلات خارجية
- النص الكامل لمعاهدة كاناغاوا، باللغة الإنكليزية